# Estación Juan María Gutiérrez
Juan María Gutiérrez es una estación ferroviaria ubicada en la localidad homónima, en el partido de Berazategui, Gran Buenos Aires, Argentina.

## Servicios
Forma parte de la red de la Línea General Roca siendo, actualmente, la terminal del servicio diésel urbano que se presta entre esta estación y Bosques, vía Temperley. Antiguamente, las vías que pasaban por ahí servían para comunicar Haedo con La Plata. La única estación inhabilitada de este viejo servicio es Juan Vucetich, siendo la próxima, en el recorrido, Villa Elisa.
Los servicios son prestados por Trenes Argentinos Operaciones.

## Ubicación e Infraestructura
Se encuentra ubicada en la intersección de las calles 413 y 455, a 700 metros de la rotonda de Alpargatas.
El edificio de la estación se encuentra en ruinas como consecuencia de un incendio, ocurrido en la década de 1990.
El ascenso y descenso de pasajeros se efectúa por la segunda plataforma, la cual fue elevada para ser utilizada por formaciones diésel con puertas automáticas, en carácter provisorio, hasta la supuesta futura habilitación del servicio eléctrico.

## Toponimia
Fue nombrada así, en homenaje al estadista, jurisconsulto, agrimensor, historiador, crítico y poeta argentino.

## Diagrama
| Plataforma Este  |                                                                                                  |
| Vía 1            | Terminal de trenes provenientes de Bosques Partida de trenes hacia Bosques (próxima Santa Sofía) |
| Vía 2            | Sin uso                                                                                          |
| Plataforma Oeste |                                                                                                  |